# Wittelsbach Azul
O Wittelsbach Azul é um diamante azul que foi leiloado na Christie's de Londres em 10 de Dezembro de 2008, por 18,7 milhões de euros, tornando-se a jóia mais bem vendida em leilão até então. Sendo superada em 16 de novembro de 2010 pelo diamante 'Fancy Intense Pink', um raro diamante rosa de 24,78 quilates arrematado pela quantia de US$ 45,6 milhões.
O Wittelsbach é um raro diamante azul do século XVII de 35.56 quilates.

## História
A jóia pertenceu ao dote que Filipe IV de Espanha ofereceu à sua filha, a Infanta Margarida Teresa de Espanha, por ocasião do seu casamento com Leopoldo I de Áustria, em 1664.
Em 1722, o casamento da Arqui-duquesa Maria Amália de Áustria (neta de Leopoldo e filha de José I de Áustria) com o Príncipe Carlos Alberto da Baviera da Casa de Wittelsbach levou a que este diamante histórico ficasse conhecido como Der Blaue Wittelsbacher ('O Wittelsbach Azul'), tornando-se então numa das jóias principais da família real da Baviera até à proclamação da República na Alemanha em 1918.
Tendo sido vendido por diversas ocasiões, o Wittelsbach Azul foi comprado em 1964 por um coleccionador particular.
Em 10 de Dezembro de 2008 foi adquirido em leilão pelo joalheiro internacional Laurence Graff.